# Barfour Adjei-Barwuah

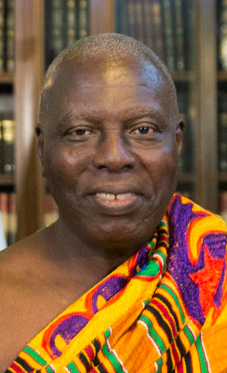
Barfour Adjei-Barwuah

Barfour Adjei-Barwuah (* 15. Dezember 1942) ist ein ehemaliger ghanaischer Diplomat.

## Werdegang
Von 1972 bis 1975 war Adjei-Barwuah TV-Moderator der Ghana Broadcasting Corporation sowie Assistent an der Universität von Indiana und der University of Wisconsin, Milwaukee, USA. Im gleichen Zeitraum betrieb er Forschung an der University of Ghana.
1987–1988 war er Kontaktbeamter in Kent. 1993–2001 war er Consultant in London.
Von 2001 bis zum 30. Januar 2003 war Adjei-Barwuah Botschafter in Tokyo, wo er an Verhandlungen beteiligt war, die dazu führten, dass die japanische Regierung ein 81 Mio. USD Darlehen für Straßenbau zwischen Mallam und Yamoransa in einen Zuschuss wandelte, was in den japanischen Grundsätzen für hochverschuldete Entwicklungsländer so nicht vorgesehen ist.
Vom 30. Januar 2003 bis Januar 2006 war er Hochkommissar in Canberra (Australien).
Am 2. Oktober 2006 gab die New Patriotic Party seine Kandidatur für die Präsidentschaftswahlen in Ghana 2008 bekannt.